# HC Slezan Opava
HC Slezan Opava (celým názvem: Hockey Club Slezan Opava) je český klub ledního hokeje, který sídlí v Opavě v Moravskoslezském kraji. Založen byl v roce 1945. Svůj současný název nese od roku 1999. Od sezóny 2007/08 působí ve 2. lize, třetí české nejvyšší soutěži ledního hokeje. Klubové barvy jsou červená, žlutá a bílá.
Své domácí zápasy odehrává na zimním stadionu Opava s kapacitou 6 000 diváků.

## Historie
V Opavě existoval hokejový klub již před válkou, německý Troppauer EV, založen 1908. Využíval přírodního kluziště, které stávalo na místě dnešního stadionu. Po Vídni a Budapešti je jednalo o největší kluziště ve střední Evropě, vzniklo 1858. Již v roce 1927 byly vypracovány podmínky na vybudování kluziště s umělým ledem Opavě. V roce 1935 započaly stavební práce, ale nedostatek financí a politická situace neumožnila stavbu dokončit. Přesto se stal opavský celek mistrem německého svazu a po začlenění do nejvyšší nově vzniklé československé ligy. V letech 1940–1941 byl TEV účastníkem německého mistrovství v ledním hokeji. Po ukončení války došlo k vysídlení německého obyvatelstva a klub byl těmito událostmi nenávratně zrušen.
Nově vzniklý ryze český klub HC Slezan Opava (1945) stále neměl k dispozici umělý led a tak některá utkání hrál na hřištích soupeřů, tréninky probíhaly na ostravském zimním stadionu. Klub byl ale úspěšný a již v roce 1951 se probojoval do nejvyšší soutěže, kterou hrál do roku 1953, kdy z ní sestoupil. Právě v tomto období probíhala stavba vlastního zimního stadionu (otevřen v roce 1954, zastřešen, jako třetí v republice, roku 1956). Do nejvyšší soutěže se Opava dostala i v letech 1957 a 1960, vždy ale pouze na jednu sezónu. Další roky hrála Opava ve 2. lize, často se pohybovala na předních místech.
Do nejvyšší soutěže (již extraligy) se opavský klub dostal na jaře 1996, kdy vyhrál baráž. Další dvě sezóny se extraligový hokej v Opavě udržel (nicméně se zde každou sezonu hrála baráž o udržení), třetí sezónu (1998/1999) se baráži vyhnul, ale po jejím ukončení byla extraligová licence majitelem klubu, podnikatelem Radimem Masným, přesunuta do HC Havířov. HC Havířov se nedohodnul s Opavským klubem na licenci první ligy, kterou nakonec koupil HC Prostějov. Po krachu HC Olomouc opavský celek koupil jejich licenci na první ligu. Od sezóny 1999/2000 se tak v Opavě hrála 1. liga, ze které opavský klub v sezóně 2004/2005 sestoupil. V sezóně 2007/2008 se klub HC Slezan Opava umístil na 8. místě základní části skupiny východ 2. ligy. Ve čtvrtfinále play-off se utkal s vítězem základní části, SHK Hodonín, se kterým prohrál 3:2 na zápasy.

## Úspěchy
- Postup do Extraligy: 1995/96

## Historické názvy
Zdroj: 
- 1945 – HC Slezan Opava (Hockey Club Slezan Opava)
- 1949 – JTO Sokol Opava (Jednotná tělovýchovná organisace Sokol Opava)
- 1950 – ZSJ KP Opava (Závodní sokolská jednota Komunální podnik Opava)
- 1952 – DSO Slavoj Opava (Dobrovolná sportovní organisace Slavoj Opava)
- 1954 – DSO Tatran Opava (Dobrovolná sportovní organisace Tatran Opava)
- 1956 – TJ Tatran Opava (Tělovýchovná jednota Tatran Opava)
- 1960 – TJ Slezan Opava (Tělovýchovná jednota Slezan Opava)
- 1961 – TJ Slezan OSP Opava (Tělovýchovná jednota Slezan Okresní stavební podnik Opava)
- 1970 – TJ Slezan Opava (Tělovýchovná jednota Slezan Opava)
- 1974 – TJ Slezan STS Opava (Tělovýchovná jednota Slezan Strojní a traktorová stanice Opava)
- 1990 – HC Slezan Opava (Hockey Club Slezan Opava)
- 1996 – HC Bohemex Trade Opava (Hockey Club Bohemex Trade Opava)
- 1998 – HC Opava (Hockey Club Opava)
- 1999 – HC Slezan Opava (Hockey Club Slezan Opava)

## Přehled ligové účasti
Stručný přehled
Zdroj: 
- 1949–1950: Oblastní soutěž – sk. E1 (2. ligová úroveň v Československu)
- 1950–1951: Oblastní soutěž – sk. G (2. ligová úroveň v Československu)
- 1951–1953: 1. liga – sk. C (1. ligová úroveň v Československu)
- 1953–1954: 2. liga – sk. B (2. ligová úroveň v Československu)
- 1954–1955: 2. liga – sk. C (2. ligová úroveň v Československu)
- 1955–1956: 2. liga – sk. A (2. ligová úroveň v Československu)
- 1956–1957: 1. liga (1. ligová úroveň v Československu)
- 1957–1959: 2. liga – sk. A (2. ligová úroveň v Československu)
- 1959–1960: 1. liga (1. ligová úroveň v Československu)
- 1960–1963: 2. liga – sk. B (2. ligová úroveň v Československu)
- 1963–1968: 2. liga – sk. C (2. ligová úroveň v Československu)
- 1968–1969: 2. liga – sk. B (2. ligová úroveň v Československu)
- 1969–1973: 1. ČNHL – sk. B (2. ligová úroveň v Československu)
- 1973–1979: 1. ČNHL (2. ligová úroveň v Československu)
- 1979–1983: 1. ČNHL – sk. B (2. ligová úroveň v Československu)
- 1983–1993: 1. ČNHL (2. ligová úroveň v Československu)
- 1993–1996: 1. liga (2. ligová úroveň v České republice)
- 1996–1999: Extraliga (1. ligová úroveň v České republice)
- 1999–2005: 1. liga (2. ligová úroveň v České republice)
- 2005–2007: bez soutěže
- 2007– : 2. liga – sk. Východ (3. ligová úroveň v České republice)

Jednotlivé ročníky
Zdroj: 
Legenda: červené podbarvení - sestup, zelené podbarvení - postup, fialové podbarvení - reorganizace, změna skupiny či soutěže
| Československo (1949 – 1993) |                          |           |    |     |                                                               |          |              |
| Ročník                       | Soutěž                   | Úroveň    | PK | ZČ  | Play-off                                                      | Cel. um. | Pozn.        |
| 1949/1950                    | Oblastní soutěž – sk. E1 | 2. úroveň | 6  | 4.  |                                                               | 4.       | Reorganizace |
| 1950/1951                    | Oblastní soutěž – sk. G  | 2. úroveň | 8  | 2.  |                                                               | 2.       | O postup     |
| 1951/1952                    | 1. liga – sk. C          | 1. úroveň | 6  | 5.  |                                                               | 5.       |              |
| 1952/1953                    | 1. liga – sk. C          | 1. úroveň | 7  | 6.  |                                                               | 6.       | Sestup       |
| 1953/1954                    | 2. liga – sk. B          | 2. úroveň | 4  | 2.  |                                                               | 2.       |              |
| 1954/1955                    | 2. liga – sk. C          | 2. úroveň | 4  | 2.  |                                                               | 2.       |              |
| 1955/1956                    | 2. liga – sk. A          | 2. úroveň | 6  | 1.  |                                                               | 1.       | Postup       |
| 1956/1957                    | 1. liga                  | 1. úroveň | 14 | 13. |                                                               | 13.      | Sestup       |
| 1957/1958                    | 2. liga – sk. B          | 2. úroveň | 9  | 3.  |                                                               | 3.       |              |
| 1958/1959                    | 2. liga – sk. B          | 2. úroveň | 12 | 1.  |                                                               | 1.       | Postup       |
| 1959/1960                    | 1. liga                  | 1. úroveň | 12 | 12. |                                                               | 12.      | Sestup       |
| 1960/1961                    | 2. liga – sk. B          | 2. úroveň | 12 | 8.  |                                                               | 8.       |              |
| 1961/1962                    | 2. liga – sk. B          | 2. úroveň | 12 | 2.  |                                                               | 2.       |              |
| 1962/1963                    | 2. liga – sk. B          | 2. úroveň | 12 | 2.  |                                                               | 2.       |              |
| 1963/1964                    | 2. liga – sk. C          | 2. úroveň | 8  | 3.  |                                                               | 3.       |              |
| 1964/1965                    | 2. liga – sk. C          | 2. úroveň | 8  | 1.  |                                                               | 1.       | Kvalifikace  |
| 1965/1966                    | 2. liga – sk. C          | 2. úroveň | 8  | 2.  |                                                               | 2.       |              |
| 1966/1967                    | 2. liga – sk. C          | 2. úroveň | 8  | 1.  |                                                               | 1.       | Kvalifikace  |
| 1967/1968                    | 2. liga – sk. C          | 2. úroveň | 8  | 2.  |                                                               | 2.       |              |
| 1968/1969                    | 2. liga – sk. B          | 2. úroveň | 8  | 2.  |                                                               | 2.       |              |
| 1969/1970                    | 1. ČNHL – sk. B          | 2. úroveň | 14 | 3.  |                                                               | 3.       |              |
| 1970/1971                    | 1. ČNHL – sk. B          | 2. úroveň | 16 | 5.  |                                                               | 5.       |              |
| 1971/1972                    | 1. ČNHL – sk. B          | 2. úroveň | 16 | 2.  |                                                               | 2.       |              |
| 1972/1973                    | 1. ČNHL – sk. B          | 2. úroveň | 16 | 5.  |                                                               | 5.       | Kvalifikace  |
| 1973/1974                    | 1. ČNHL                  | 2. úroveň | 12 | 4.  |                                                               | 4.       |              |
| 1974/1975                    | 1. ČNHL                  | 2. úroveň | 12 | 6.  |                                                               | 6.       |              |
| 1975/1976                    | 1. ČNHL                  | 2. úroveň | 12 | 3.  |                                                               | 3.       |              |
| 1976/1977                    | 1. ČNHL                  | 2. úroveň | 12 | 1.  |                                                               | 1.       | Kvalifikace  |
| 1977/1978                    | 1. ČNHL                  | 2. úroveň | 12 | 2.  |                                                               | 2.       |              |
| 1978/1979                    | 1. ČNHL                  | 2. úroveň | 12 | 2.  |                                                               | 2.       |              |
| 1979/1980                    | 1. ČNHL – sk. B          | 2. úroveň | 12 | 2.  |                                                               | 2.       |              |
| 1980/1981                    | 1. ČNHL – sk. B          | 2. úroveň | 12 | 4.  |                                                               | 4.       | Finále       |
| 1981/1982                    | 1. ČNHL – sk. B          | 2. úroveň | 12 | 5.  |                                                               | 5.       | Finále       |
| 1982/1983                    | 1. ČNHL – sk. B          | 2. úroveň | 12 | 2.  |                                                               | 2.       | Finále       |
| 1983/1984                    | 1. ČNHL                  | 2. úroveň | 12 | 6.  |                                                               | 6.       |              |
| 1984/1985                    | 1. ČNHL                  | 2. úroveň | 12 | 3.  |                                                               | 3.       |              |
| 1985/1986                    | 1. ČNHL                  | 2. úroveň | 12 | 7.  |                                                               | 7.       |              |
| 1986/1987                    | 1. ČNHL                  | 2. úroveň | 12 | 8.  | Čtvrtfinále (prohra 0:2 na zápasy s TJ Poldi SONP Kladno)     | 8.       |              |
| 1987/1988                    | 1. ČNHL                  | 2. úroveň | 12 | 5.  | Čtvrtfinále (prohra 0:2 na zápasy s ASD Dukla Jihlava B)      | 6.       |              |
| 1988/1989                    | 1. ČNHL                  | 2. úroveň | 12 | 6.  | Čtvrtfinále (prohra 0:2 na zápasy s TJ Šumavan Vimperk)       | 6.       |              |
| 1989/1990                    | 1. ČNHL                  | 2. úroveň | 12 | 8.  | Čtvrtfinále (prohra 0:2 na zápasy s VTJ Tábor)                | 8.       |              |
| 1990/1991                    | 1. ČNHL                  | 2. úroveň | 12 | 5.  |                                                               | 3.       | Finále       |
| 1991/1992                    | 1. ČNHL                  | 2. úroveň | 14 | 3.  |                                                               | 5.       | Finále       |
| 1992/1993                    | 1. ČNHL                  | 2. úroveň | 14 | 7.  | Čtvrtfinále (prohra 0:3 na zápasy s HC Královopolská Brno)    | 5.       |              |
| Česko (1993 – )              |                          |           |    |     |                                                               |          |              |
| Ročník                       | Soutěž                   | Úroveň    | PK | ZČ  | Play-off                                                      | Cel. um. | Pozn.        |
| 1993/1994                    | 1. liga                  | 2. úroveň | 14 | 4.  | Čtvrtfinále (prohra 1:3 na zápasy s HC Slovan Ústí nad Labem) | 5.       |              |
| 1994/1995                    | 1. liga                  | 2. úroveň | 14 | 7.  | Čtvrtfinále (prohra 0:3 na zápasy s HC Železáři Třinec)       | 7.       |              |
| 1995/1996                    | 1. liga                  | 2. úroveň | 14 | 1.  | Semifinále (výhra 2:0 na zápasy nad HC Jitex Písek)           | 1.       | Baráž        |
| 1996/1997                    | Extraliga                | 1. úroveň | 14 | 14. | Ne                                                            | 14.      | Baráž        |
| 1997/1998                    | Extraliga                | 1. úroveň | 14 | 14. | Ne                                                            | 14.      | Baráž        |
| 1998/1999                    | Extraliga                | 1. úroveň | 14 | 12. | Ne                                                            | 12.      | Sestup       |
| 1999/2000                    | 1. liga                  | 2. úroveň | 14 | 8.  | Čtvrtfinále (prohra 1:3 na zápasy s KLH Chomutov)             | 8.       |              |
| 2000/2001                    | 1. liga                  | 2. úroveň | 14 | 10. | Ne                                                            | 9.       | sk. o udr.   |
| 2001/2002                    | 1. liga                  | 2. úroveň | 14 | 7.  | Čtvrtfinále (prohra 1:4 na zápasy s SK Horácká Slavia Třebíč) | 7.       |              |
| 2002/2003                    | 1. liga                  | 2. úroveň | 14 | 9.  | Ne                                                            | 9.       |              |
| 2003/2004                    | 1. liga                  | 2. úroveň | 14 | 13. | Ne                                                            | 11.      | sk. o udr.   |
| 2004/2005                    | 1. liga                  | 2. úroveň | 14 | 13. | Ne                                                            | 13.      | Baráž        |
|                              |                          |           |    |     |                                                               |          |              |
| 2006/2007                    | –                        | –         | –  | –   | –                                                             | –        | Postup       |
| 2007/2008                    | 2. liga – sk. Východ     | 3. úroveň | 12 | 8.  | Čtvrtfinále (prohra 2:3 na zápasy s SHK Hodonín)              | 8.       |              |
| 2008/2009                    | 2. liga – sk. Východ     | 3. úroveň | 16 | 5.  | Čtvrtfinále (prohra 1:2 na zápasy s HC Orlová)                | 6.       |              |
| 2009/2010                    | 2. liga – sk. Východ     | 3. úroveň | 12 | 7.  | Čtvrtfinále (prohra 0:3 na zápasy s SHK Hodonín)              | 7.       |              |
| 2010/2011                    | 2. liga – sk. Východ     | 3. úroveň | 15 | 8.  | Čtvrtfinále (prohra 0:2 na zápasy s Salith Šumperk)           | 8.       |              |
| 2011/2012                    | 2. liga – sk. Východ     | 3. úroveň | 11 | 6.  | Čtvrtfinále (prohra 2:3 na zápasy s HC Zubr Přerov)           | 6.       |              |
| 2012/2013                    | 2. liga – sk. Východ     | 3. úroveň | 10 | 7.  | Čtvrtfinále (prohra 1:3 na zápasy s HC AZ Havířov 2010)       | 7.       |              |
| 2013/2014                    | 2. liga – sk. Východ     | 3. úroveň | 12 | 4.  | Čtvrtfinále (prohra 2:3 na zápasy s VHK Vsetín)               | 5.       |              |
| 2014/2015                    | 2. liga – sk. Východ     | 3. úroveň | 11 | 5.  | Semifinále (prohra 1:3 na zápasy s HC Zubr Přerov)            | 4.       |              |
| 2015/2016                    | 2. liga – sk. Východ     | 3. úroveň | 12 | 9.  | Ne                                                            | 9.       |              |
| 2016/2017                    | 2. liga – sk. Východ     | 3. úroveň | 9  | 5.  | Čtvrtfinále (prohra 1:4 na zápasy s SHK Hodonín)              | 5.       |              |
| 2017/2018                    | 2. liga – sk. Východ     | 3. úroveň | 7  | 7.  | Ne                                                            | 7.       |              |
| 2018/2019                    | 2. liga – sk. Východ     | 3. úroveň | 7  | 5.  | Ne                                                            | 5.       |              |
| 2019/2020                    | 2. liga – sk. Východ     | 3. úroveň | 9  | 2.  | play-off zrušeno kvůli pandemii covidu-19                     | N        |              |
| 2020/2021                    | 2. liga – sk. Východ     | 3. úroveň | 8  | N   | sezóna zrušena kvůli pandemii covidu-19                       | N        |              |
| 2021/2022                    | 2. liga – sk. Východ     | 3. úroveň | 8  | 4.  | Finále (prohra 0:4 na zápasy s HK Nový Jičín)                 | 2.       |              |
| 2022/2023                    | 2. liga – sk. Východ     | 3. úroveň | 11 | 9.  | Ne                                                            | 9.       |              |
| 2023/2024                    | 2. liga – sk. Východ     | 3. úroveň | 12 | 4.  | Osmifinále (prohra 0:3 na zápasy s BK Havlíčkův Brod)         | 6.       |              |
| 2024/2025                    | 2. liga – sk. Východ     | 3. úroveň | 13 | 10. | Ne                                                            | 10.      |              |